# ResearchGate
ResearchGate là một nền tảng mạng xã hội thương mại của Châu Âu dành cho các nhà khoa học và nhà nghiên cứu với mục đích chia sẻ các bài báo khoa học, hỏi đáp cũng như tìm cộng tác viên. Theo một nghiên cứu năm 2014 của Nature và một bài viết trên Times Higher Education vào năm 2016, đây là mạng xã hội học thuật có lượng người dùng tích cực lớn nhất, bất chấp việc vẫn tồn tại nhiều dịch vụ tương tự với lượng người dùng đăng ký cao hơn, cũng như theo cuộc khảo sát trong giai đoạn 2015–2016, gần như nhiều học giả đều có thông tin cá nhân trên Google Scholar.
Mặc dù trang web cho phép người dùng đọc các bài báo khoa học mà không cần đăng ký, nhưng những người muốn trở thành thành viên của trang web này bắt buộc phải có địa chỉ email thuộc một tổ chức nghiên cứu đã được thừa nhận hoặc được xác nhận là nhà nghiên cứu có công trình đã xuất bản. Khi đã là thành viên của ResearchGate, mọi thành viên đều có một hồ sơ cá nhân và họ có thể tải lên kết quả nghiên cứu của mình dưới nhiều dạng thức khác nhau. Người dùng cũng có thể theo dõi hoạt động của những cá nhân khác và tham gia thảo luận với họ, cũng như chặn tương tác với những người dùng khác.
ResearchGate từng bị chỉ trích vì gửi những email mời mọc không mong muốn đến những nhà khoa học là đồng tác giả của một nghiên cứu mà tên của họ được liệt kê trên trang web với mục đích mời mọc những người này tham gia trang web của mình, cũng như tự động tạo hồ sơ cho những nhà khoa học chưa đăng ký tài khoản, khiến cho những người này cảm thấy đôi khi những thông tin đó không chính xác. Một nghiên cứu còn cho thấy rằng hơn phân nửa số bài được tải lên trang web này có khả năng vi phạm bản quyền.